# 羅克波特 (密西西比州)
羅克波特（英語：Rockport）是位於美國密西西比州科派亞縣的非建制地區。

## 歷史
羅克波特的郵局於1856年設立，其後於1956年停運。

## 地理
羅克波特所處的海拔為高於海平面82米（即269英呎），而該地所採用的時區為UTC-6，即北美中部時區（CST）。同時該地設有夏令時間，為UTC-6調快一小時，即UTC-5（CDT）。